# Russian Doll

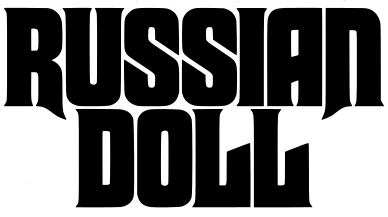
Logo Russian Doll

Russian Doll – amerykański serial Netfliksa; komediodramat, którego twórcami są Natasha Lyonne, Leslye Headland i Amy Poehler.
Wszystkie 8 odcinków pierwszej serii zostało udostępnionych 1 lutego 2019 roku na platformie Netflix. Druga, siedmioodcinkowa, seria została wydana 20 kwietnia 2022.

## Fabuła
Serial opowiada o Nadii, która obchodzi 36. urodziny na przyjęciu w Nowym Jorku. W czasie imprezy kobieta umiera, po czym przeżywa powtórnie wcześniejsze wydarzenia i znów ginie, uwięziona w pętli czasu.

## Obsada

### Główna
- Natasha Lyonne jako Nadia Vulvokov[2]
- Charlie Barnett jako Alan Zaveri
- Greta Lee jako Maxine
- Yul Vazquez jako John Reyes
- Elizabeth Ashley jako Ruth Brenner
  - Kate Jennings Grant (seria 1) i Annie Murphy (seria 2) jako młoda Ruth
- Chloë Sevigny jako Lenora Vulvokov

### Role drugoplanowe
- Jeremy Bobb jako Mike Kershaw
- Brendan Sexton III jako Horse
- Rebecca Henderson jako Lizzy
- Ritesh Rajan jako Ferran
- Ken Beck jako sanitariusz
- Max Knoblauch jako sanitariusz
- Yoni Lotan jako Ryan
- Dascha Polanco jako Beatrice
- Burt Young jako Joe

## Odcinki
| Nr | Tytuł                         | Reżyseria       | Scenariusz                                   | Premiera w Netflix | Premiera w Netflix Polska |
| -- | ----------------------------- | --------------- | -------------------------------------------- | ------------------ | ------------------------- |
| 1  | Nothing in This World Is Easy | Leslye Headland | Natasha Lyonne, Leslye Headland, Amy Poehler | 1 lutego 2019      | 1 lutego 2019             |
| 2  | The Great Escape              | Leslye Headland | Natasha Lyonne, Amy Poehler                  | 1 lutego 2019      | 1 lutego 2019             |
| 3  | A Warm Body                   | Leslye Headland | Allison Silverman                            | 1 lutego 2019      | 1 lutego 2019             |
| 4  | Alan's Routine                | Jamie Babbit    | Cirocco Dunlap, Leslye Headland              | 1 lutego 2019      | 1 lutego 2019             |
| 5  | Superiority Complex           | Jamie Babbit    | Jocelyn Bioh                                 | 1 lutego 2019      | 1 lutego 2019             |
| 6  | Reflection                    | Jamie Babbit    | Flora Birnbaum                               | 1 lutego 2019      | 1 lutego 2019             |
| 7  | The Way Out                   | Leslye Headland | Allison Silverman, Leslye Headland           | 1 lutego 2019      | 1 lutego 2019             |
| 8  | Ariadne                       | Natasha Lyonne  | Natasha Lyonne                               | 1 lutego 2019      | 1 lutego 2019             |

## Produkcja
20 września 2017 roku, platforma Netflix ogłosiła zamówienie pierwszego sezon serialu, w którym główną rolę zagra Natasha Lyonne.
Serial został wyprodukowany przez Universal Television, Paper Kite Productions, Jax Media, 3 Arts Entertainment, Avenue A oraz Shoot to Midnight.
12 czerwca 2019 roku, platforma Netflix przedłużyła serial o drugi sezon.

## Odbiór
Serial spotkał się z dobrą reakcją krytyków. W agregatorze recenzji Rotten Tomatoes 97% z 98 recenzji uznano za pozytywne, a średnia ocen wystawionych na ich podstawie wyniosła 8,50. Z kolei w agregatorze Metacritic średnia ważona ocen z 26 recenzji wyniosła 88 punktów na 100.